# Koń (rodzaj)
Koń (Equus) – rodzaj ssaków z podrodziny Equinae w obrębie rodziny koniowatych (Equidae).

## Rozmieszczenie geograficzne
Rodzaj obejmuje gatunki występujące w stanie dzikim w Azji i Afryce. Dzięki introdukcji stały się rodzajem kosmopolitycznym.

## Morfologia
Długość ciała 182–280 cm, długość ogona 30–111 cm, wysokość w kłębie 115–160 cm; masa ciała 175–450 kg.

## Systematyka
Rodzaj ten wprowadził Karol Linneusz w 1758 roku w dziesiątym wydaniu Systema Naturae, publikacji włanego austorstwa poświęconej klasyfikacji zwierząt, roslin i minerałów. Linneusz wymienił trzy gatunki – E. Caballus, E. Asinus i E. Zebra – z których gatunkiem typowym jest (Linneuszowska tautonimia) E. Caballus. Rodzinę koniowatych, w której jedynym niewymarłym rodzajem jest Equus, opisał John Edward Gray w 1821.

### Etymologia
- Equus: łac. equus, equi ‘koń, rumak’[26].
- Asinus: łac. asinus ‘osioł’[27]. Gatunek typowy: Equus asinus Linnaeus, 1758.
- Onager: łac. onagrus ‘dziki osioł’[28]. Gatunek typowy: Equus asinus Linnaeus, 1758.
- Caballus: łac. caballus ‘koń, szkapa’[29].
- Hippotigris: gr. ἱπποτιγρις hippotigris, ἱπποτιγριδος hippotigridos ‘zebra’, od ἱππος hippos ‘koń’; τιγρις tigris, τιγριδος tigridos ‘tygrys’[30]. Gatunek typowy: Equus zebra Linnaeus, 1758.
- Zebra: nowołac. zebra „zebra”, od etiopskiej nazwy zibra dla zebr[31]. Gatunek typowy: Equus burchellii granti de Winton, 1896 (= Equus quagga Boddaert, 1785).
- Dolichohippus: gr. δολιχος dolikhos ‘długi’[32]; ἱππος hippos ‘koń’[33]. Gatunek typowy: Equus grevyi Oustalet, 1882.
- Megacephalon: gr. μεγας megas, μεγαλη megalē ‘wielki’[34]; κεφαλη kephalē ‘głowa’[35]. Gatunek typowy: Equus grevyi Oustalet, 1882.
- Grevya: epietet gatunkowy Equus grevyi Oustalet, 1882; Jules Grévy (1813–1891), francuski polityk, prezydent Francji, adwokat[10].
- Ludolphozecora: nazwa „Zecora”, której użył Hiob Ludolf (nazywany także Ludolphus) na określenie zebry[36].
- Microhippus: gr. μικρος mikros ‘mały’[37]; ἱππος hippos ‘koń’[33]. Gatunek typowy: Equus (Microhippus) tafeli Matschie, 1922 (= Equus kiang Moorcroft, 1841).
- Quagga: niderl. quagga ‘kwagga’, od nazwy quacha, która w khoisan oznacza ‘kwaggę’ (najprawdopodobniej jest to wyraz dźwiękonaśladowczy)[38]. Gatunek typowy: Equus quagga greyi Lydekker, 1902 (= Equus quagga Boddaert, 1785).
- Megacephalonella: rodzaj Megacephalon Hilzheimer, 1912; łac. przyrostek zdrabniający -ella[39].
- Pseudoquagga: gr. ψευδος pseudos ‘fałszywy’[40] ; rodzaj Quagga Shortridge, 1934.
- Hemippus: gr. ἡμι- hēmi- ‘pół-, mały’, od ἡμισυς hēmisus ‘połowa’[41]; ἱππος hippos ‘koń’[33]. Gatunek typowy: Equus hemippus[h] I. Geoffroy Saint-Hilaire, 1855.
- Allozebra: gr. αλλος allos ‘inny’[42]; rodzaj Zebra J.A. Allen, 1909. Gatunek typowy: †Equus excelsus Leidy, 1858.
- Asinohippus: łac. asinus ‘osioł’[43]; gr. ἱππος hippos ‘koń’[33]. Gatunek typowy: Equus khur[h] Lesson, 1827.
- Quaggoides: rodzaj Quagga Shortridge, 1934; -οιδης -oidēs ‘przypominający’[44]. Gatunek typowy: Equus burchellii[i] J.E. Gray, 1824.

### Podział systematyczny
Systematyka jest sporna; w zależności od ujęcia systematycznego wyróżnia się 10 (wyróżniony z E. ferus – E. przewalskii) lub 9 współczesnych gatunków; poniżej przedstawiono systematykę rodzaju według Mammals Diversity Database i All the Mammals of the World (2023):
| Podrodzaj     | Grafika | Gatunek         | Autor i rok opisu             | Nazwa zwyczajowa | Podgatunki                      | Rozmieszczenie geograficzne | Podstawowe wymiary                          | Status IUCN |
| ------------- | ------- | --------------- | ----------------------------- | ---------------- | ------------------------------- | --- | ------------------------------------------- | ----------- |
| Hemionus      |         | Equus hemionus  | Pallas, 1775                  | kułan azjatycki  | 5 podgatunków (w tym 1 wymarły) | ostoje w południowej Mongolii i północnej Chińskiej Republice Ludowej, także w Izraelu (pustynia Negew), Iranie (Qatrouiye, Turan i Bahram-e-Goor), Turkmenistanie (Bathyz), Kazachstanie i Indiach (Mały Rann)                                                                                           | DC: 200–250 cm DO: 30–49 cm MC: 200–260 kg  | NT          |
| Hemionus      |         | Equus kiang     | Moorcroft, 1841               | kiang tybetański | 3 podgatunki                    | Chińska Republika Ludowa (Sinciang, Qinghai, Gansu i Tybetański Region Autonomiczny), północno-wschodni Pakistan (Park Narodowy Khunjerab), północne Indie (Ladakh i Sikkim) oraz północny Nepal (Mustang); być może Bhutan; zakres wysokości: 2700–5300 m n.p.m.                                         | DC: 182–214 cm DO: 32–45 cm MC: 250–400 kg  | LC          |
| Asinus        |         | Equus africanus | von Heuglin & Fitzinger, 1866 | osioł nubijski   | 3 podgatunki (w tym 1 wymarły)  | Erytrea i Etiopia, niektóre zwierzęta mogły przetrwać w Dżibuti, Somalii i wschodnim Sudanie; dziko żyjące populacje występują na kilku wyspach karaibskich; zakres wysokości: do 1500 m n.p.m. | DC: 195–205 cm DO: 40–45 cm MC: 270–280 kg  | CR          |
| Asinus        |         | Equus asinus    | Linnaeus, 1758                | osioł zwyczajny  | gatunek monotypowy              | udomowiony na całym świecie, z dzikimi populacjami w wielu regionach, w tym w Sudanie, Arabii Saudyjskiej, wyspie Sokotra, Sri Lance, Australii, Stanach Zjednoczonych (w tym na Hawajach), wyspach Galapagos i Czagos oraz prawdopodobnie na innych wyspach oceanicznych                                 | DC: 195–205 cm DO: 40–45 cm MC: 270–280 kg  | GU          |
| Quagga        |         | Equus quagga    | Boddaert, 1785                | zebra stepowa    | 6 podgatunków (w tym 1 wyamrły) | wschodni Sudan Południowy i Etiopia na południe przez wschodnią Afrykę do północnej i północno-wschodniej Południowej Afryki a południowego Mozambiku, na zachód do południowej Angoli i północnej Namibii; wymarły w Burundi, zachodniej Południowej Afryce i Lesotho; zakres wysokości: 0–4300 m n.p.m. | DC: 217–246 cm DO: 47–57 cm MC: 175–320 kg  | NT          |
| Dolichohippus |         | Equus grevyi    | Oustalet, 1882                | zebra pręgowana  | gatunek monotypowy              | Etiopia oraz północna i środkowa Kenia; być może Sudan Południowy; zakres wysokości: 300–2300 m n.p.m. | DC: 250–275 cm DO: 38–75 cm MC: 350–450 kg  | EN          |
| Hippotigris   |         | Equus zebra     | Linnaeus, 1758                | zebra górska     | 2 podgatunki                    | zachodnia Namibia i południowa Południowa Afryka (fragmentarycznie w zachodniej i południowej części płaskowyżu centralnego); być może południowo-zachodnia Angola; zakres wysokości: do 2000 m n.p.m. | DC: 210–260 cm DO: 40–55 cm MC: 240–380 kg  | VU          |
| Equus         |         | Equus ferus     | Boddaert, 1785                | tarpan dziki     | 2 podgatunki (w tym 1 wymarły)  | Mongolia (reintrodukcja do Parku Narodowego Chustajn nuruu oraz rezerwatów Takhin Tai i Khomin Tai) oraz Chińska Republika Ludowa (rezerwat Ka La Mai Li Shan); wymarły w większości Europy i zachodniej Azji od Hiszpanii do środkowej Rosji; zakres wysokości: 1100–2000 m n.p.m.                       | DC: 220–280 cm DO: 99–111 cm MC: 200–300 kg | EN          |
| Equus         |         | Equus caballus  | Linnaeus, 1758                | koń domowy       | gatunek monotypowy              | udomowiony na całym świecie z wieloma dzikimi populacjami, szczególnie w Ameryce Północnej, Australii, południowej Ameryce Południowej, środkowej Azji oraz wschodniej i południowej Afryce, gdzie występują duże ich populacje                                                                           | DC: 220–280 cm DO: 99–111 cm MC: 227–900 kg | GU          |

Kategorie IUCN:  LC  – gatunek najmniejszej troski,  NT  – gatunek bliski zagrożenia,  VU  – gatunek narażony,  EN  – gatunek zagrożony,  CR  – gatunek krytycznie zagrożony; GU – gatunek udomowiony, nie podlega ocenie przez IUCN.
W Mammal Species of the World (2005) przedstawiono nieco odmienną systematykę – zebra damarska (E. q. burchelli) widnieje jako osobny gatunek. Autorzy wskazują również na możliwe do wyodrębnienia podrodzaje, podobnie jak autorzy Ungulate Taxonomy (2011). Ci dodatkowo uznają tarpana i konia Przewalskiego za odrębne gatunki. Do rangi gatunku podnoszą również kułana indyjskiego (Equus (hemionus) khur), wymarłego kułana syryjskiego (Equus (hemionus) hemippus) oraz zebrę namibską (Equus (zebra) hartmannae). Liczba żyjących gatunków w obrębie rodzaju zależnie od źródła podawana jest jako 6–8 lub 11. Według MacFaddena (1994) razem z wymarłymi taksonami rodzaj Equus liczy 20–25 gatunków.
Ze względu na bogaty zapis kopalny na przykładzie przedstawicieli Equus przedstawia się modelowo proces ewolucji. Od końca XIX wieku uznawane są również za skamieniałości przewodnie. Jedno z badań wskazuje na powstanie linii rozwojowej Equus dającej początek wszystkim współczesnym gatunkom około 4–4,5 mln lat temu. Jest to okres dwukrotnie dłuższy, niż dotychczas przyjmowany. Systematyka żyjących w plejstocenie przedstawicieli Equus jest szczególnie skomplikowana. Wiele taksonów opisano wyłącznie na podstawie pojedynczych zębów.
Gatunki wymarłe (zgrupowane w podrodzajach):

- Hemionus
  - Equus binagadensis Eisenmann & Mashkour, 1999[55] (Azja; plejstocen)
  - Equus hydruntinus Regàlia, 1907 (plejstocen)
  - Equus nalaikhaensis Kuznetsova & Zhegallo, 1996[56] (Azja; plejstocen)
- Asinus
  - Equus apolloniensis Koufos, Kostopoulou & Sylvestrou, 1997[57] (Europa; miocen)
  - Equus graziosii Azzaroli, 1979[58] (Europa; plejstocen)
  - Equus melkiensis Bagtache, Hadjouis & Eisenmann, 1984[59] (Afryka; plejstocen)
  - Equus tabeti Arambourg, 1970[60] (Afryka; plejstocen)
- Quagga
  - Equus mauritanicus A. Pomel, 1888[61]  (Afryka; plejstocen)
- Dolichohippus
  - Equus capensis Broom, 1909[62] (Afryka; plejstocen)
  - Equus numidicus Pomel, 1897[63] (Afryka; plejstocen)
  - Equus oldowayensis Hopwood, 1937 (Afryka; plejstocen)
  - Equus sanmeniensis Teilhard de Chardin & Piveteau, 1930 (Azja; plejstocen)
- Equus
  - Equus beijingensis Liu, 1963[64] (Azja; plejstocen)
  - Equus complicatus Leidy, 1858[65] (Ameryka Północna; plejstocen)
  - Equus conversidens R. Owen, 1869[66] (Ameryka Północna; plejstocen)
  - Equus fraternus Leidy, 1860 (Ameryka Północna; plejstocen)
  - Equus hatcheri Hay, 1915 (Ameryka Północna; plejstocen)
  - Equus insulidens Samson, 1975[67] (Europa; plejstocen)
  - Equus leptostylus Matsumoto, 1915[68] (Azja; fanerozoik)
  - Equus occidentalis Leidy, 1865[69]  (Ameryka Północna; plejstocen)
  - Equus pacificus Leidy, 1868 (Ameryka Północna; plejstocen)
  - Equus simionescui Rădulescu & Samson, 1967 (Europa; pliocen)
  - Equus zeylanicus Wayland, 1916[70] (Azja)
- Allohippus
  - Equus livenzovensis Baygusheva, 1978[71] (Azja; plejstocen)
  - Equus major Boule, 1893[72] (Europa; fanerozoik)
  - Equus mexicanus Hibbard, 1955[73] (Ameryka Północna; plejstocen)
  - Equus stehlini Azzaroli, 1964[74] (Europa; fanerozoik)
  - Equus stenonis Cocchi, 1867[75] (Europa; plejstocen)
- Amerhippus
  - Equus neogeus Lund, 1840[76] (Ameryka Południowa; fanerozoik)
- Plesippus
  - Equus enormis Downs & G.J. Miller, 1994[77] (Ameryka Północna; pliocen)
  - Equus fromanius Repenning, Weasma & Scott, 1995[78] (Ameryka Północna; plejstocen)
  - Equus idahoensis J.C. Merriam, 1918[79] (Ameryka Północna; pliocen)
  - Equus pons Quinn, 1958[80] (Ameryka Południowa; plejstocen)
  - Equus qingyangensis Deng & Xue, 1999[81] (Azja; plejstocen)
  - Equus simplicidens Cope, 1892[82] (Ameryka Północna; pliocen)
- Sussemionus
  - Equus altidens Reichenau, 1915[83] (Europa; plejstocen)
  - Equus ovodovi Eisenmann & Sergej, 2011[84]  (Azja; plejsatocen)
  - Equus suessenbornensis Wüst, 1901 (Europa; plejstocen)
  - Equus wuesti Musil, 2001 (Europa; plejstocen)
- Incertae sedis
  - Equus aluticus Rădulescu & Samson, 1967[85] (Europa; plejstocen)
  - Equus crenidens Cope, 1884[86] (Ameryka Północna; pliocen)
  - Equus cumminsii Cope, 1893[87] (Ameryka Północna; pliocen)
  - Equus eisenmannae Qiu, Deng & Wang, 2004[88] (Azja; plejstocen)
  - Equus hollisi Ridgeway, 1909[89] (Afryka; neogen)
  - Equus nobisi Pichardo, 2004[90] (Ameryka Północna; plejstocen–holocen)
  - Equus pectinatus Cope, 1899[91]  (Ameryka Północna)
  - Equus plicatus (van Hoepen, 1930)[92] (Afryka; plejstocen)
  - Equus sandwithi Haughton, 1932[93] (Afryka; plejstocen)
  - Equus scythicus Rădulescu & Samson, 1962[94] (Europa; plejstocen)
  - Equus sivalensis Falconer & Cautley, 1849[95] (Azja; plejstocen)
  - Equus teilhardi Eisenmann, 1975[96] (Azja; plejstocen)